# Paavo Lindquist
Paavo Johannes Lindquist, född 23 maj 1893 i Viborg, död 20 mars 1965 i Karlskrona, var en finländsk-svensk trädgårdsmästare.
Efter att ha avlagt trädgårdsmästarexamen i Alnarp var Lindquist verksam vid Ersta diakonissanstalt och Ronneby hälsobrunn. Han var därefter stadsträdgårdsmästare i Karlskrona stad 1931–1955. Han var även amatörfotograf och efterlämnade en omfattande fotosamling, vilken bland annat dokumenterar hans arbete med rabatter, park- och trädgårdsanläggningar och finns bevarad i Blekinge museums arkiv.